# Картал (озеро)
Карта́л — заплавне озеро в Ізмаїльському районі Одеської області, у пониззі річки Дунай. Каналом сполучається із Дунаєм, протоками — із озерами Кугурлуй та Кагул.
Озеро має статус водно-болотного угіддя міжнародного значення відповідно до Рамсарської конвенції (1995), входить у ландшафтний заказник «Озеро Картал» (2019).

## Історія
Археологічні та геоморфологічні дослідження свідчать про те, що озеро Картал, разом із іншими Придунайськими озерами, вже у пізньоісторичний час мали різноякісні схеми зв'язку із рікою Дунай. Найбільш типовою була єдина система із різною повнотою зв'язку із руслом річки — повне затоплення у періоди екстремально високого рівня води у річці й майже повна ізоляція Карталу та інших водойм від Дунаю. Повна ізоляція, рівно як і повне затоплення, могли тривати упродовж декількох десятиліть поспіль. Часом тривала ізоляція Карталу призводила до повного осушення чаші водойми. У зв'язку з цим, очевидно, змінювалася і структура супутньої біоти, а також характер використання земель у сільськогосподарському виробництві.
До одамбування заплавні ділянки становили складне поєднання затоплених лук та піщаних слабодренованих пласких валів поцяткованих численними старицями, протоками і озерцями.
За картами капітана Спратта «Дельта Дунаю» (англ. Map «Delta of the Danube» by Captain Spratt of the British Admiralty), яка була опублікована гідрографічним офісом Британського адміралтейства у 1856 році, та картами Австро-угорської імперія кінця 1889 року), озеро Кагул через протоку Руська, яка згодом розділяється на протоки Зарзи та Лузарса, з'єднувалося із озером Картал, пов'язаного з озером Ялпуг —Кугурлуй протокою Тобачелло. У свою чергу озеро Ялпуг — Кугурлуй пов'язано з Дунаєм протокою Репіда. Таким чином, озера Кагул, Картал та Ялпуг — Кугурлуй утворювали єдину гідравлічно пов'язану систему — Західну групу Придунайських озер.
Відповідно до Рамсарської конвенції, 23 листопада 1995 року озеро отримало статус водно-болотного угіддя міжнародного значення.
У червні 2017 року в околицях села Орлівка відкрився екопарк «Катрал». Передумовами стали ідеї розвитку екотуризму у регіоні. Регіон виступає своєрідним історико-етнографічний резерватом. Екопарк «Картал» став частиною реалізації пілотного мініпроекту з адаптації місцевої територіальної громади до глобальних кліматичних змін в рамках міжнародного проекту «Climate Forum East II». Роботи з облаштування парку взяли на себе Орлівська сільська рада та одеська громадська організація «Центр регіональних досліджень» за фінансової підтримки Євросоюзу та сприяння «Національного екологічного центру України».
Указом президента України «Про території та об'єкти природно-заповідного фонду загальнодержавного значення» від 10 вересня 2019 року, з метою збереження та відтворення цінних природних комплексів, різноманітності ландшафтів, генофонду рослинного і тваринного світу, збереження у природному стані окремих унікальних природних утворень, низка територій та об'єктів природно-заповідного фонду оголошено заказниками загальнодержавного значення. Між іншими у переліку й озеро Картал (2141,2 гектара земель державної власності, у тому числі земель запасу сільськогосподарського призначення та водного фонду, які розташовані за межами сіл Орлівка, Новосільське). Охоронні зобов'язання щодо новостворених об'єктів природоохоронного значення Бессарабії були передані голові Ренійської РДА 16 квітня 2020 року. Заступник керівника Одеської ОДА Денис Ванаш разом із директором департаменту екології та природних ресурсів Аланом Джіоєвим передав голові Ренійської РДА Вадиму Юдову охоронні зобов'язання по новоствореним ландшафтним заказникам «Озеро Картал» та «Озеро Кагул» у Ренійському районі.

## Характеристика

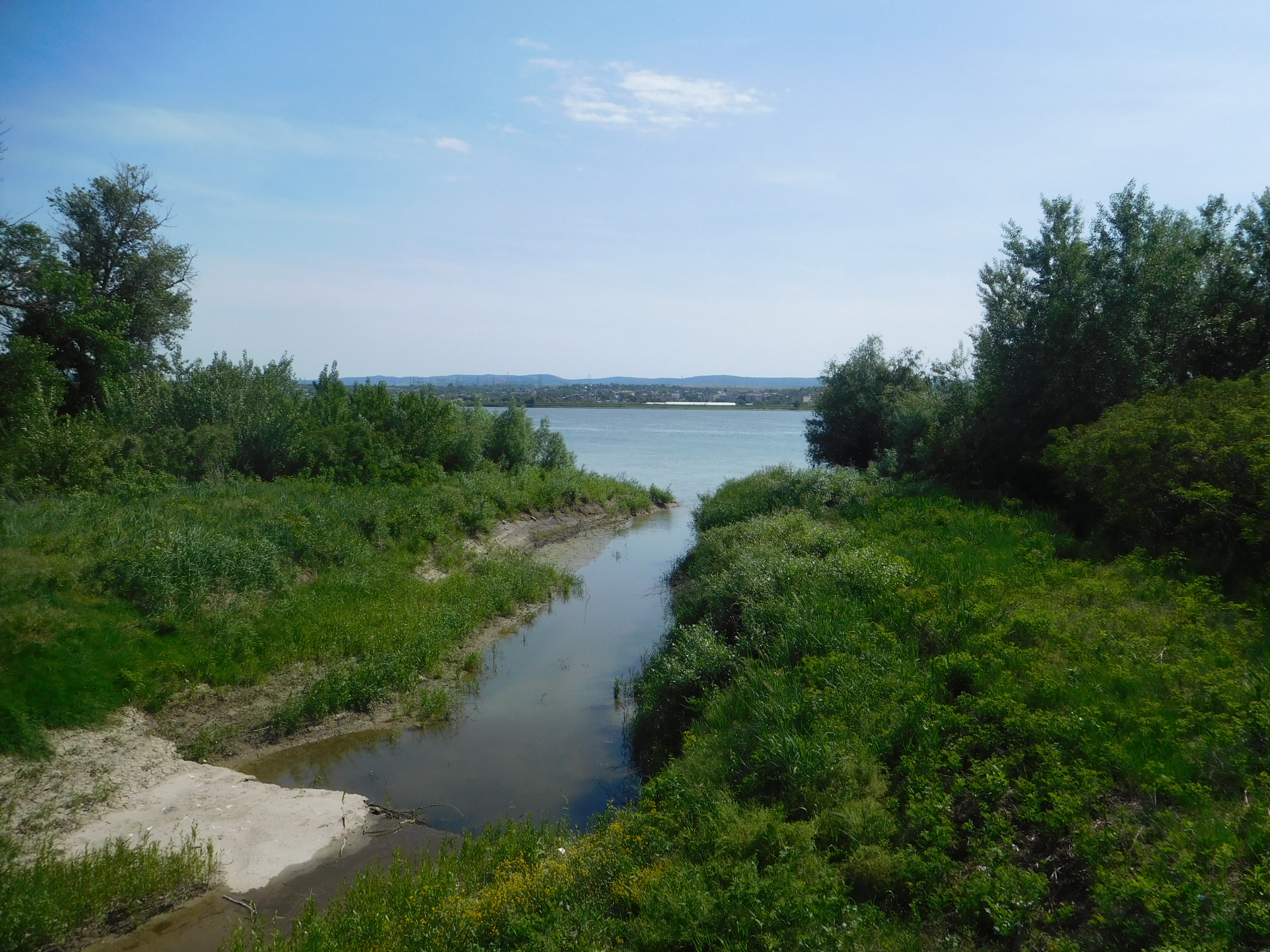
Прорва — один із каналів, що поєднує озеро із Дунаєм

Озеро Картал розташоване у заплаві річки Дунай між південним краєм озера Кагул та західною частиною озера Кугурлуй. З'єднується із Дунаєм через канали Орловський та гирло Прорва, а з південною частиною озера Кугурлуй — через протоку Тобачелло.
Довжина озера — 5 км, ширина до 3 км, площа приблизно 15 км², середня глибина близько метра, максимальна — 2,4 м. Улоговина видовженої форми. Басейн Картала, крім безпосередньо озера Картал, становить дві основних локальні водойми: Дервент, Градешка та гирло Картал. У посушливі роки Дервент та Градешка заростають гідрофітною рослинністю у місцях з'єднання із Карталом.
Береги озера низинні, заболочені, зарослі очеретом. Уздовж берегів зведено дамби. Дно рівне, замулене. Живиться озеро переважно завдяки водообміну із Дунаєм шлюзованими каналами. Температура води влітку до +26°, узимку озеро замерзає.

## Флора і фауна
На мілководді озера Картал поширені очерет, куга озерна, рогіз, глибше — водорості та інша водяна рослинність.
Береги Карталу — місце гніздування птахів — на листі латаття гніздиться крячок озерний. Здійснюється штучне риборозведення, зокрема товстолобика, білого амура, коропа.
У 2016 році на берегах озера Картал було доставлено експериментальне стадо з 14-ти європейських водяних буйволів, завезені для природної допомоги очистки малих озер. Ці тварини відіграють важливу роль для екології — вони харчуючись водною рослинністю, використовують в якості корму водорості, у такий спосіб природним чином розчищають застійні ділянки картальских плавнів. Вони рухаються по протоках, поїдають водну рослинність й більш грубу рослинність, яку не їдять інші сільськогосподарські тварини.
Не території заказника «Картал» трапляються чотири види рослин із Червоної книги України, три види зі списку Бернської Конвенції, вісім рослинних угруповань із Зеленої книги України. Із ссавців Заказника десять видів ссавців занесено до Червоної книги України, один вид — до Європейського Червоного списку. Багатою є фауна земноводних та плазунів, один вид із них занесено до Червоної книги України, два види — до Європейського Червоного списку, десять видів — до Бернської конвенції. Орнітофауна представлена 50 видами з Червоної книги України, 19 видів — з Європейського Червоного списку, 222 — з Бернської конвенції.